# Initiative populaire « pour un approvisionnement en énergie sûr, économique et respectueux de l'environnement »
L'initiative populaire  « pour un approvisionnement en énergie sûr, économique et respectueux de l'environnement » est une initiative populaire suisse, rejetée par le peuple et les cantons le 23 septembre 1984.

## Contenu
L'initiative propose d'ajouter un article 24octies à la Constitution fédérale définissant une nouvelle politique énergétique basée sur une production et une consommation « aussi faible que possible », respectueuse de l'environnent et basée sur des énergies renouvelables « en veillant à ne pas altérer les sites ».
Sur le plan de la réduction de la consommation, l'initiative prévoit une législation définissant des mesures d'isolation pour les nouveaux bâtiments, l'encouragement à l'utilisation des transports à faible consommation énergétique. Enfin, l'initiative demande la décentralisation de l'approvisionnement ainsi qu'une nouvelle répartition des moyens consacrés à la recherche.
Ces mesures doivent être financées par une taxe sur les combustibles fossiles non renouvelables et sur l'électricité d'origine nucléaire et hydraulique.
Le texte complet de l'initiative peut être consulté sur le site de la Chancellerie fédérale.

## Déroulement

### Contexte historique
La décision d'assurer une partie de la production d'électricité par les centrales nucléaires date des années 1963 - 1964 lorsque le Conseil fédéral fait cette recommandation dans son rapport de gestion. Les premières centrales sont construites dans les années suivantes et ce n'est qu'en 1975, lors du début de la construction de la centrale de Kaiseraugst, que les premières manifestations populaires contre l'industrie nucléaire en Suisse sont organisées.
En 1976 en Suisse, deux initiatives sont lancées parallèlement ; la première, « pour l'interruption du programme d'exploitation de l'énergie nucléaire », n'obtient pas le nombre de signatures requis alors que la seconde est rejetée de justesse le 18 février 1979. Présenté sous la forme d'un contre-projet indirect à cette initiative, un arrêté fédéral destiné à amender la loi sur l'énergie atomique est, pour sa part, accepté en votation le 20 mai 1979.
Le 21 mars 1981, le Conseil fédéral publie un message dans lequel il présente son plan énergétique pour les prochaines années ; ce plan vise une diminution de la dépendance au pétrole grâce à « une politique énergétique globale, souple et à long terme, capable de réduire notre dépendance économique et politique et de ménager les ressources naturelles ». Dans ce but, il propose un nouvel article constitutionnel, dit « article énergétique », fondé sur les recommandations de la Commission fédérale de la conception globale de l'énergie et donnant à la Confédération le mandat d'assurer l'approvisionnement en énergie du pays tout en établissant des principes d'économie et en diversifiant les sources d'approvisionnement ; cet article est rejeté en votation le 27 février 1983, laissant la Confédération sans base constitutionnelle pour mettre en place une politique énergétique plus équilibrée.
Cette initiative est lancée en parallèle avec l'initiative populaire « pour un avenir sans nouvelles centrales atomiques » qui interdit la construction de nouvelles centrales nucléaires ou le remplacement des centrales existantes et qui sera rejetée le même jour que celle-ci par 55,0 % des votants. Ensemble, elles visent à « réorienter fondamentalement notre politique » dans le domaine de l'énergie.

### Récolte des signatures et dépôt de l'initiative
La récolte des 100 000 signatures nécessaires a débuté le 17 juin 1980. Le 11 décembre de l'année suivante, l'initiative a été déposée à la chancellerie fédérale qui l'a déclarée valide le 28 janvier 1982.

### Discussions et recommandations des autorités
Le parlement et par le Conseil fédéral ont recommandé le rejet de cette initiative. Dans son message aux Chambres fédérales, le gouvernement remarque que « l'initiative reflète partiellement les objectifs du Conseil fédéral par ses propres visées et par les interventions qu'elle prévoit » ; il note cependant que la manière proposée s'oppose frontalement à la politique définie dans ce domaine.
Refusant d'accorder plus de poids à l'objectif écologique « qu'à ceux de la sécurité d'approvisionnement et de l'économie », il rejette également, à la suite du refus populaire du 27 février 1983, l'idée de proposer l'élargissement du champ d'intervention des pouvoirs publics dans ce domaine.

### Votation
Soumise à la votation le 23 septembre 2984, l'initiative est refusée par 15 4/2 cantons et par 54,2 % des suffrages exprimés. Le tableau ci-dessous détaille les résultats par cantons :

## Effets
Après le refus des deux initiatives jumelles, l'initiative populaire « Halte à la construction de centrales nucléaires (moratoire) » qui propose d'instaurer un moratoire de 10 ans sur toute construction de nouvelle centrale nucléaire, est lancée en 1986 en parallèle avec l'initiative populaire « pour un abandon progressif de l'énergie atomique » à la suite de la proposition de créer une nouvelle centrale nucléaire à Kaiseraugst et à la suite de la catastrophe de Tchernobyl du 26 avril 1986. Si la première initiative est acceptée par 54,5 % des votants, la seconde est refusée par 52,9 % lors de la votation du 23 septembre 1990.
Dix ans après cette votation, deux nouvelles initiatives, appelées Initiative populaire « Moratoire-plus - Pour la prolongation du moratoire dans la construction de centrales nucléaires et la limitation du risque nucléaire » et Initiative populaire « Sortir du nucléaire - Pour un tournant dans le domaine de l'énergie et pour la désaffectation progressive des centrales nucléaires », sont proposées en votation pour, respectivement, prolonger de 10 ans supplémentaires le moratoire alors en vigueur et abandonner progressivement l'utilisation de l'énergie nucléaire. Les deux objets seront refusés en votation le 18 mai 2003.